# Fembøring

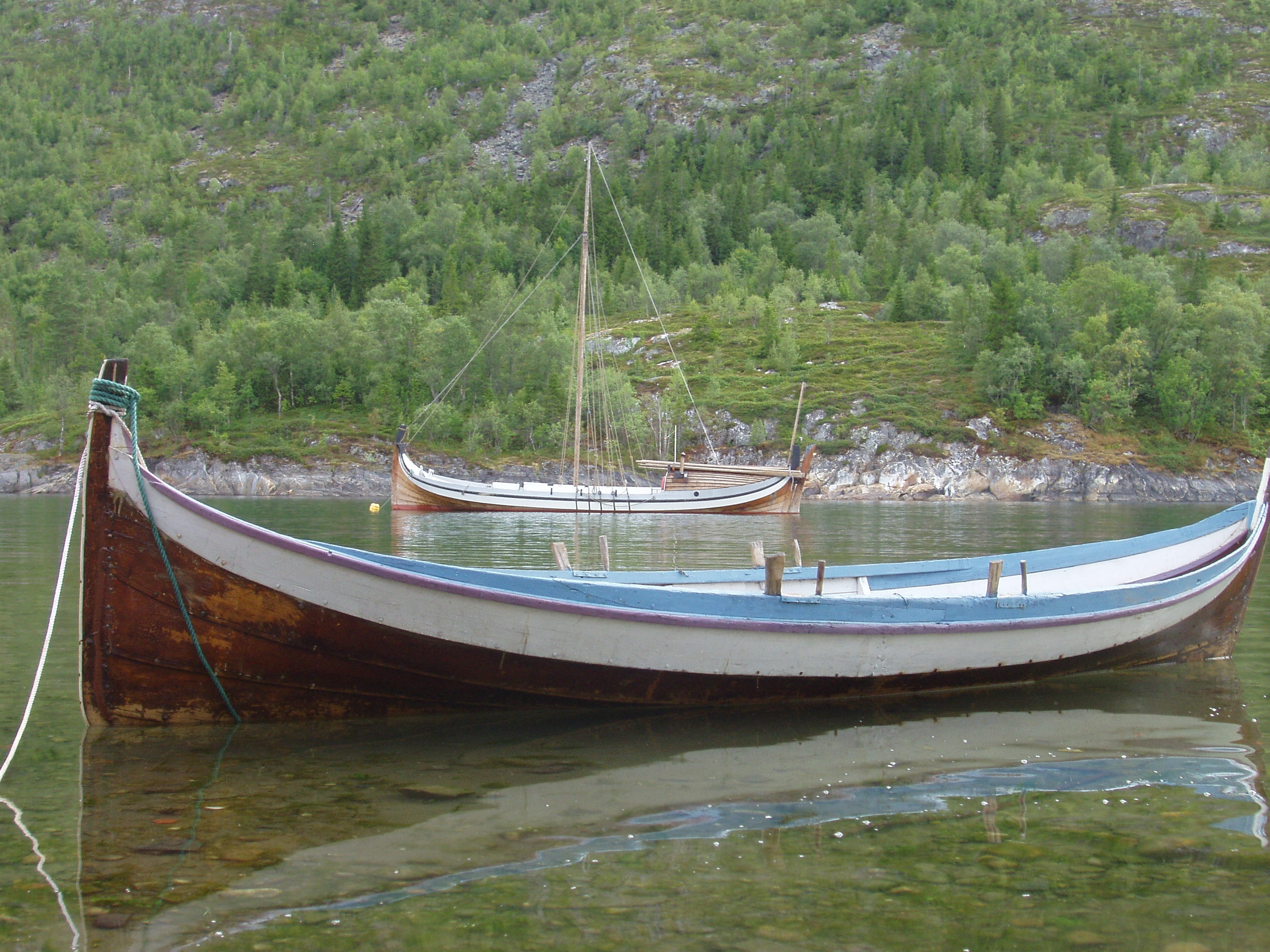
Bindalsfæring i förgrunden och fembøring i bakgrunden

Fembøring är en typ av större norsk nordlandsbåt eller åfjordsbåt, en öppen klinkbyggd träbåt av vikingaskeppsmodell.
Fembøringen är den största varianten av sådana nordlandbåtar och har fem-sex par åror och är vanligen omkring 42 fot långa, men kan vara upptill 53 fot. De sticker omkring 90 centimeter. Byggmaterialet är traditionellt gran eller furu, med spant av ek.
Fembøringen har råsegel med toppsegel.
Fembøringen användes som lastfartyg eller för fiske.